# Наумовська (Спаське сільське поселення)
Нау́мовська (рос. Наумовская) — присілок у складі Тарногського району Вологодської області, Росія. Входить до складу Спаського сільського поселення.

## Населення
Населення — 82 особи (2010; 100 у 2002).
Національний склад (станом на 2002 рік):
- росіяни — 96 %